# Philosophisch-Politische Akademie
Die Philosophisch-Politische Akademie ist ein eingetragener gemeinnütziger Verein in Bonn zur Erinnerung an das Wirken und zur Fortentwicklung des Werkes Leonard Nelsons.

## Geschichte
Die Philosophisch-Politische Akademie (PPA) wurde 1922 aufgrund einer Initiative des Göttinger Philosophen Leonard Nelson gegründet. 1923 übernahm sie die Trägerschaft des Landerziehungsheims Walkemühle bei Melsungen-Adelshausen, das im Mai 1924 eröffnete und deren Leitung Minna Specht hatte. Sie wurde nach dem Tod von Leonard Nelson im Jahr 1927 auch die Vorsitzende der PPA.
Zur weiteren Unterstützung der PPA wurde 1928 die Gesellschaft der Freunde der philosophisch-politischen Akademie gegründet, initiiert von dem
- Nobelpreisträger und Biochemiker Otto Meyerhof,
- Soziologen Franz Oppenheimer und
- Psychiater Arthur Kronfeld, sowie der
- Heimleiterin Minna Specht.

Im Zuge der Machtübernahme erfolgte 1933 die Enteignung des Landerziehungsheims Walkemühle. Nach dem Zweiten Weltkrieg fanden sich 1949 Anhänger und Schüler von Leonard Nelson wieder zusammen und gründeten erneut den Verein unter demselben Namen. Bei der Wiedergründung wurde – im Gegensatz zur ursprünglichen Gründung – keine Verbindung zu einer politischen Organisation gesucht. Hauptsächlich wollte der Verein das wissenschaftliche Werk Leonard Nelsons zugänglich machen, um die Rezeption und kritische Diskussion zu ermöglichen. Als Gründungskapital diente das durch die Wiedergutmachung zurückgeführte Vermögen, das im NS-Regime beschlagnahmt war. Danach haben Spenden und Legate von Freunden die Finanzierung sichern können.
Die Akademie hat in ihrer Geschichte immer wieder wissenschaftliche Preisaufgaben vergeben:
- 1. Mai 1964: Thema Leonard Nelsons philosophische Begründung der Politik in ihrer Bedeutung für die Sozialwissenschaften
- 1970: Thema Beiträge zur Friedensforschung im Werk von Leonard Nelson
- 1975: Thema Leonard Nelsons Beitrag zur Begründung der Ethik als Wissenschaft im Lichte neuerer Ansätze zur Entwicklung und Rechtfertigung ethischer Lehren
- 2000: Antisemitische und antijudaistische Motive bei Denkern der Aufklärung[1]

## Vereinsvorsitz
- 1922–1927: Leonard Nelson
- 1927–1933: Minna Specht
- 1949–1961: Minna Specht
- 1961–1978: Grete Henry-Hermann
- 1978–1982: Erna Blencke
- 1982–1990: Susanne Miller
- 1990–2007: Thomas Meyer
- 2007–2022: Barbara Neißer
- Seit 2022: Klaus Draken